# Alexander Fink
Alexander Fink (* 1967 in Bremen) ist ein deutscher Autor, Referent, Zukunftsforscher und Strategieberater sowie Vorstand der ScMI Scenario Management International AG.

## Leben
Fink wurde 1967 in Bremen geboren, besuchte das Cato Bontjes van Beek-Gymnasium in Achim (Abitur 1986) und studierte Wirtschaftsingenieurwesen an der Universität Paderborn.
Fink entwickelte den Ansatz des Szenario-Managements. Er promovierte am Heinz Nixdorf Institut der Universität Paderborn mit einer Arbeit über die szenariogestützte Führung von Industrieunternehmen.
1998 gründete er gemeinsam mit Andreas Siebe und Oliver Schlake die Scenario Management International AG (ScMI AG), deren Vorstandsmitglied er seither ist.
Fink hat über 200 Projekte in den Bereichen Szenariotechnik und Strategisches Management geleitet. Zu den veröffentlichten Szenariostudien zählen Szenarien und Gestaltungsmöglichkeiten für zukunftsfähige Finanzmärkte (Europäische Akademie der Wissenschaften und Künste, 2003), Die Zukunft des Gesundheitswesens in Deutschland (Innovationszentrum Niedersachsen, 2011), Die Zukunft unserer Lebensmittel (Anuga und Bundesverband des Deutschen Lebensmittelhandels, 2011), Zukunfts-Szenarien zur Kommunikation des Handels 2025 (EHI Retail Institute, 2013), Integrierte Szenarien im Rahmen der nationalen Nachhaltigkeitsstrategie (Umweltbundesamt, 2014), Scenarios for the Future of European Border Management (Frontex, 2016), Die Zukunft der Handelslogistik (EHI Retail Institute, 2016), Die Zukunft der Ernährungswirtschaft (Cluster Ernährung am Kompetenzzentrum für Ernährung, 2017), Deutschland 2030 – Eine Landkarte für die Zukunft (D2030, 2019) Szenario-Report: KI-basierte Arbeitswelten 2030 (Fraunhofer IAO, 2019), Post-Corona-Szenarien – Wirtschaft, Gesellschaft und Politik im Jahr 2030 (ScMI AG, 2021), Szenarien für den Tourismus in Bayern im Jahr 2040 (Bayerisches Zentrum für Tourismus, Hochschule Kempten und ScMI AG, 2021).
Alexander Fink lebt mit seiner Familie in Paderborn. Er ist verheiratet und hat drei Söhne.

## Auszeichnungen
- Ulrike Schöneberg Award – Publikumspreis für den besten Vortrag auf dem 54. Kongress der Deutschen Marktforschung (2019)
- Preis der Deutschen Marktforschung (2013)
- Prize for Outstanding Paper in „Technological Forecasting and Social Change“ (1998)

## Veröffentlichungen (Auswahl)
- mit Jürgen Gausemeier und Oliver Schlake: Szenario-Management – Planen und Führen mit Szenarien, 2. bearbeitete Auflage, Carl Hanser, München, 1996, ISBN 3-446-18721-9
- mit Jürgen Gausemeier und Oliver Schlake: Scenario-Management – An Approach to develop future potentials; in: Technological Forecasting and Social Change, Volume 59, Number 2, October 1998
- mit Jürgen Gausemeier: Führung im Wandel – Ein ganzheitlicher Ansatz zur zukunftsorientierten Unternehmensgestaltung, Carl Hanser, München, 1999, ISBN 3-446-21079-2
- mit Oliver Schlake und Andreas Siebe: Erfolg durch Szenario-Management – Prinzip und Werkzeuge der strategischen Vorausschau, Campus, Frankfurt/New York 2001, ISBN 978-3-593-36714-9
- mit Andreas Siebe: Handbuch Zukunftsmanagement – Werkzeuge der strategischen Planung und Früherkennung, 2. aktualisierte und erweiterte Auflage, Campus, Frankfurt/New York 2011, ISBN 978-3-593-39550-0
- mit Andreas Siebe: Szenario-Management – Von strategischem Vorausdenken zu zukunftsrobusten Entscheidungen, Campus, Frankfurt/New York 2016, ISBN 978-3-593-50603-6
- mit Klaus Burmeister, Beate Schulz-Montag und Karlheinz Steinmüller: Deutschland neu denken – Acht Szenarien für unsere Zukunft, Oekom, München 2018, ISBN 978-3-96238-018-2
- mit Jürgen Stember, Matthias Vogelgesang und Philip Pongratz (Hrsg.): Handbuch Innovative Wirtschaftsförderung – Moderne Konzepte kommunaler Struktur- und Entwicklungspolitik, Springer Gabler, Wiesbaden 2020, ISBN 978-3-658-21403-6